# آرثر روبنسون (لاعب كريكت)
آرثر روبنسون (بالإنجليزية: Arthur Robinson)‏ (22 يونيو 1855 ببرستل في المملكة المتحدة - 24 فبراير 1913) هو لاعب كريكت بريطاني (وحمل سابقاً جنسية المملكة المتحدة لبريطانيا العظمى وأيرلندا). لعب مع نادي مقاطعة غلوستر للكريكت ‏.

## وصلات خارجية
- آرثر روبنسون (لاعب كريكت) على موقع إي آس بي آن كريك إنفو (الإنجليزية)